# DeRay Davis
Antwan DeRay Davis, connu comme DeRay Davis (né  à Chicago) est un comédien et un acteur américain.

## Biographie
DeRay Davis a joué dans le film américain 21 Jump Street de Phil Lord et Chris Miller, sorti en 2012, dans le rôle de Domingo et dans la série américaine Empire, en 2015, dans le rôle de Jermel.

## Filmographie partielle

### Cinéma
- 2002 : Barbershop, de Tim Story : Hustle Guy[1]
- 2012 : 21 Jump Street de Phil Lord et Chris Miller : Domingo
- 2016 : All Eyez on Me de Benny Boom : Legs

### Télévision
- 2015 : Empire : Jermel[2],[3]
- 2018-2023 : Snowfall : Peaches
- Ma famille d'abord